# The Oval
The Oval, anche Kennington Oval, è un impianto sportivo multifunzione di Londra, situato nel quartiere di Kennington.
Costruito nel 1845, ospitò il primo incontro interno della Nazionale inglese di rugby, di quella di cricket e, a seguire, di quella di calcio.
Tra il 1870 e il 1872 la Federazione calcistica dell'Inghilterra organizzò cinque partite di calcio tra Inghilterra e Scozia, tutte giocate a Londra, la prima delle quali si giocò all'Oval il 5 marzo 1870. Le squadre nazionali di Scozia e Inghilterra ritengono che quella sia stata la loro prima partita assoluta, nonché, di conseguenza, il primo incontro tra squadre nazionali della storia del calcio. Tale partita e le quattro successive però non sono riconosciute dalla FIFA, nonostante fossero state definite "internazionali" all'epoca, perché la squadra scozzese non era in realtà una vera e propria nazionale, ma una selezione dei migliori giocatori scozzesi residenti a Londra. A queste partite fece seguito l'incontro del 30 novembre 1872 tenutosi a Glasgow, che è ufficialmente riconosciuto come la prima partita internazionale di calcio.
Nel 1872 l'impianto fu anche sede della prima finale di FA Cup, che ospitò in seguito dal 1874 al 1892.
Oggi il suo uso prevalente è il cricket.